# Since the Day It All Came Down
Since the Day It All Came Down — це другий повноцінний студійний альбом фінського гурту Insomnium, який грає у стилі мелодійний дез-метал.

## Список композицій
| #     | Назва                      | Автор слів        | Автор музики      | Тривалість |
| ----- | -------------------------- | ----------------- | ----------------- | ---------- |
| 1.    | «Nocturne»                 | (інструментальна) | Севанен           | 1:57       |
| 2.    | «The Day It All Came Down» | Ванні             | Фріман та Ванні   | 4:56       |
| 3.    | «Daughter of the Moon»     | Севанен           | Севанен та Фріман | 6:09       |
| 4.    | «The Moment of Reckoning»  | Фріман            | Фріман            | 5:46       |
| 5.    | «Bereavement»              | Фріман            | Фріман            | 4:15       |
| 6.    | «Under the Plaintive Sky»  | Фріман            | Фріман та Севанен | 4:09       |
| 7.    | «Resonance»                | (інструментальна) | Фріман            | 2:29       |
| 8.    | «Death Walked the Earth»   | Фріман            | Фріман            | 5:09       |
| 9.    | «Disengagement»            | Ванні             | Фріман            | 8:39       |
| 10.   | «Closing Words»            | Фріман            | Фріман та Ванні   | 4:25       |
| 11.   | «Song of the Forlorn Son»  | Севанен           | Севанен та ін.    | 5:45       |
| 53:39 |                            |                   |                   |            |

## Учасники

### Склад гурту
- Нііло Севанен − вокал, бас-гітара
- Вілле Фріман − гітара
- Вілле Ванні − гітара
- Маркус Гірвонен − ударні

### Гостьові музиканти та аранжування
- Все аранжування у виконанні Insomnium
- Клавішні у виконанні Йоне Ваананена, за винятком 6 та 11 треків (Алексій Мунтер)
- Віолончель у виконанні Лори Найре

### Продюсування
- Записано та змікшовано на Mediaworks Studios, у Йоенсуу, поміж липнем та вереснем 2003 року, у виконанні Йоне Ваананена за підтримки Тімо Пеккарінена
- Мастеринг виконано на Finnvox, Міка Юссіла

### Інше
- Фотознімки гурту — Сакарі Лінделл
- Дизайн буклету та обкладинки — Ярно Лахті на www.kaamos.com [Архівовано 7 вересня 2014 у Wayback Machine.]